# Сейсмічність Пуерто-Рико
Пуерто-Рико відноситься до сейсмічно активних територій, де спостерігаються часті землетруси.

## Загальна характеристика
Територія Пуерто-Рико характеризується підвищеною сейсмічністю, де інтенсивність землетрусів досягає 6—7 балів. Зазначена територія  складається з вулканічних та плутонічних порід. Острів деформується тектонічними зсувами, викликаними взаємодією Карибської та Північноамериканської тектонічних плит. Ці зсуви можуть спричинити землетруси та цунамі. Ці сейсмічні стреси, разом зі зсувами ґрунту, являють собою деякі найнебезпечніші геологічні процеси на острові та північному сході Карибського басейну. 
За даними Геологічної служби США (USGS), на північ від Пуерто-Рико північноамериканська плита йде під Карибську плиту уздовж траншеї Пуерто-Рико. Відповідно субдукції відбуваються, коли океанічна тектонічна плита стикається з континентальної плитою і ковзає під нею. На південь від острова і на південь від епіцентрів останніх землетрусів, верхня кора Карибської плити проходить під Пуерто-Рико у западини Муертос.

## Землетруси у минулі століття
Останній великий землетрус стався 11 жовтня 1918 року, при цьому сейсмічний поштовх оцінювався магнітудою в 7,5 балів. Він виник біля берегів Агуадільї і супроводжувався цунамі.

## Землетруси XXI століття

### 2020
6 січня 2020 року, вранці, біля узбережжя Пуерто-Рико стався помірний за (шкалою інтенсивності МSK-64) землетрус магнітудою 5,8 балів. За повідомленням Геологічної служби США (USGS), поштовх стався о 5:32 ранку за східним часом. Його епіцентр знаходився приблизно в 8 милях на південний схід від Індіоса на глибині приблизно 5,7 миль під землею.
7 січня 2020 року, біля узбережжя Пуерто-Рико стався сильно помірний (за шкалою інтенсивності МSK-64) землетрус магнітудою 6,4 балів, що став найпотужнішим протягом століття. За оцінками Геологічної служби США (USGS), понад 400 000 людей відчули на собі підземні поштовхи. Внаслідок землетрусу щонайменше одна людина загинула, а частина острова лишилася без водопостачання та електрики. Потенційні економічні втрати внаслідок землетрусу перевищили 100 мільйонів доларів.
4 лютого 2020 року, в Пуерто-Рико були зафіксовані підземні поштовхи помірного (за шкалою інтенсивності МSK-64) землетрусу силою до 5,0 балів, які стали черговим проявом підземної активності за минулий місяць, що вже призвела до жертв та руйнації в цій країні. За даними Геологічної служби США (USGS), епіцентр землетрусу зафіксований на південно-західному узбережжі, на відстані близько 20 км на південний схід від міста Гуаніка. Це був 11-й серйозний землетрус у регіоні за останні 30 днів. Про жертви та руйнування не повідомлялося.